# Communauté de communes du Rouillacais
Die Communauté de communes du Rouillacais ist ein französischer Gemeindeverband mit der Rechtsform einer Communauté de communes im Département Charente in der Region Nouvelle-Aquitaine. Sie wurde am 31. Dezember 1992 gegründet und umfasst 13 Gemeinden im Nordwesten des Départements (Stand: 1. Januar 2019). Der Verwaltungssitz befindet sich im Ort Rouillac.

## Historische Entwicklung
Mit Wirkung vom 1. Januar 2016 fusionierten die Mitgliedsgemeinden Rouillac, Plaizac und Sonneville zu einer Commune nouvelle unter dem identen Namen Rouillac. Ebenso fusionierten die Gemeinden Genac und Bignac zur Commune nouvelle Genac-Bignac. Dadurch reduzierte sich die Anzahl der Mitgliedsgemeinden auf aktuell 17.
Mit Wirkung vom 1. Januar 2019 fusionierten die Mitgliedsgemeinden Rouillac und Gourville zu einer Commune nouvelle unter dem identen Namen Rouillac. Ebenso fusionierten die Gemeinden Auge-Saint-Médard, Anville, Bonneville und Montigné zur Commune nouvelle Val-d’Auge. Dadurch reduzierte sich die Anzahl der Mitgliedsgemeinden auf aktuell 13.

## Mitgliedsgemeinden
| Gemeinde                              | Einwohner 1. Januar 2022 | Fläche km² | Dichte Einw./km² | Code INSEE | Postleitzahl |
| ------------------------------------- | ------------------------ | ---------- | ---------------- | ---------- | ------------ |
| Courbillac                            | 729                      | 11,83      | 62               | 16109      | 16200        |
| Douzat                                | 432                      | 11,48      | 38               | 16121      | 16290        |
| Échallat                              | 481                      | 15,14      | 32               | 16123      | 16170        |
| Genac-Bignac                          | 973                      | 33,61      | 29               | 16148      | 16170        |
| Marcillac-Lanville                    | 509                      | 18,41      | 28               | 16207      | 16140        |
| Mareuil                               | 393                      | 11,51      | 34               | 16208      | 16170        |
| Mons                                  | 235                      | 20,11      | 12               | 16221      | 16140        |
| Rouillac                              | 2.909                    | 56,61      | 51               | 16286      | 16170        |
| Saint-Amant-de-Nouère                 | 350                      | 11,15      | 31               | 16298      | 16170        |
| Saint-Cybardeaux                      | 796                      | 21,00      | 38               | 16312      | 16170        |
| Saint-Genis-d’Hiersac                 | 915                      | 19,08      | 48               | 16320      | 16570        |
| Val-d’Auge                            | 795                      | 44,52      | 18               | 16339      | 16170        |
| Vaux-Rouillac                         | 295                      | 13,37      | 22               | 16395      | 16170        |
| Communauté de communes du Rouillacais | 9.812                    | 287,82     | 34               | –          | –            |